# Media-Analyse (Deutschland)
Die Media-Analyse der Arbeitsgemeinschaft Media-Analyse (agma) ist die größte jährlich durchgeführte Medienanalyse in Deutschland und die größte Erhebung von Medien-Konsumverhalten in Deutschland überhaupt. Es wird die Gesamtbevölkerung sowie ihre Teilgruppen untersucht. Die Erhebung erfolgt telefonisch oder mit Fragebogen an einen repräsentativen Querschnitt durch die Gesamtbevölkerung (Sample).
Die jährliche Nutzung der Medien wird als Stichtagsbefragung und Tagesablaufstudie abgefragt. Anfänglich wurde nur die deutschsprachige Bevölkerung der BRD in privaten Haushalten am Ort der Hauptwohnung ab 14 Jahren befragt. 2008 wurde die Altersgrenze aber auf 10 Jahre gesenkt und EU-Ausländer mitaufgenommen. Ab 2010 sollen nun auch „sonstige Ausländer“ befragt werden. Dies umfasst dann ungefähr 50.000 Jugendliche und Erwachsene, die per Zufallsauswahl gemäß dem ADM-Stichprobensystem ausgewählt werden. Sie werden anschließend teils mündlich-persönlich, teils telefonisch (CATI) befragt. Dabei werden die Zielgruppen mit Hilfe der demografischen Merkmale Alter, Geschlecht, Beruf, Einkommen, Religion und Gemeindegröße beschrieben.
Die Ergebnisse der Media-Analyse werden im Auftrag der agma von deren Tochtergesellschaft Media-Micro-Census herausgegeben. Sie haben große praktische Relevanz, weil sie das Buchungsverhalten der Werbewirtschaft maßgeblich bestimmen. Die ma bestimmt somit mittelbar, welche Preise ein Medienanbieter für Werbung fordern kann. Es ist daher regelmäßig zu bemerken, dass etwa Radiosender während des Erhebungszeitraums der ma einen Großteil ihres jährlichen Werbeetats einsetzen.

## MA Pressemedien
In der ma Pressemedien werden Daten zu Zeitschriften, Tageszeitungen, Supplements, Stadtillustrierten, KONPRESS (Konfessionelle Presse; Kirchenzeitungen), Lesezirkel und Kino erhoben. ma 2006 Pressemedien II (veröffentlicht am 26. Juli 2006) notierte 170 Zeitschriften. Für diese Studie wurden während eines Jahres (27. Februar 2005 bis 4. Februar 2006) in zwei Wellen zusammen rund 39.000 Interviews durchgeführt. Die ma 2007 Pressemedien I erscheint im Januar 2007.
Ab der 2. Welle ma 2004 (September 2003 bis Februar 2004) wurden einige Änderungen in der Erhebungsmethode durchgeführt, zum einen die Einführung des Titelsplitverfahrens (Aufteilung der vorgelegten ca. 180 Titel auf drei ansonsten identische Fragebogenversionen) sowie (zunächst nur in einem Teil von ca. 10 % der Interviews) die CASI-Methode.
Durch die Einführung des Titelsplitmodells stiegen die Reichweiten der Zeitschriften über die beiden Wellen um durchschnittlich 7 % – mit allerdings deutlichen Abweichungen bei einzelnen Titeln nach oben bzw. unten. Eine direkte Vergleichbarkeit historischer Daten ist daher aus methodischen Gründen nicht mehr vertretbar.
Als sogenannte „Medienwährung“ hat sich in der ma Pressemedien der Leser pro Ausgabe (LpA) etabliert. Er besagt, wie viele Leser eine Ausgabe einer bestimmten Zeitschrift oder Zeitung hat.

## MA Audio
In der ma Audio (bis 2018: ma Radio) wird der Radiokonsum nach einzelnen Sendern abgefragt. Für die ma Audio wird die deutschsprachige Bevölkerung ab 14 Jahren telefonisch befragt (sog. CATI-Befragungsmodell).
Als Medienwährung wird der sog. Hörer pro Stunde (für festgelegte Stundenabschnitte) sowie der Hörer pro durchschnittliche Stunde und der Hörer pro Tag ausgewiesen.

## MA Plakat
Die erste ma Plakat unter agma-Dach erschien am 22. September 2004.
Am 19. Dezember 2007 wurde die ma 2007 Plakat veröffentlicht. Die Methode der ma Plakat wurde zur Berichterstattung 2007 vollständig überarbeitet. Die Daten basieren nun auf einem kombinierten Erhebungsmodell, bestehend aus einer CATI-Befragung und einer Wegemessung mit einem GPS-Empfänger.

## Online – AGOF
Seit 2009 erscheint der Reichweitenteil der von der Arbeitsgemeinschaft Online Forschung (AGOF) erhobenen Internet Facts ebenfalls unter der methodischen Verantwortung der agma als ma Online.
Die AGOF registriert das Internetnutzungsverhalten mit dem 3-Säulen-Modell:
- 1. Säule: Technische Messung (Ebene der Computer, Einheiten sind Einzelbesuche und Seitenaufrufe)
- 2. Säule: On-Site-Befragung (Grundgesamtheit sind alle Internetnutzer ab 10 Jahren, Bezug zu Nutzer vor Computer, Online Fragebogen per Pop-up-Fenster, Abfrage zu Ort der Nutzung, Zeit der Nutzung, soziodemographischen Daten)
- 3. Säule: Telefonische Befragung (CATI, Ebene der Grundgesamtheit)

## MA Intermedia
Im Herbst eines Jahres erscheint außerdem die ma Intermedia, in der die Informationen für Zeitschriften, Zeitungen, Fernsehen, Plakat, Online und Radio zusammengefasst werden.

## Allgemeine Abfragen
Zusätzlich zur Mediennutzung werden soziodemographische Merkmale, Freizeit- und Einkaufsverhalten erhoben. Der Fragebogen ist bei allen ma-Studien (Pressemedien, Radio, Tageszeitung) weitgehend identisch.

## Nutzungsrechte
Die aktuellen Daten stehen nur den Mitgliedern der Arbeitsgemeinschaft Mediaanalyse e. V. (u. a. Verlage, Rundfunksender, Werbeagenturen und Werbetreibende) zur Verfügung. Man kann sich aber, z. B. über Anzeigenabteilungen der Verlage, kostenlos eine individuelle Auszählung anfertigen lassen.

## Erscheinungsweise
Die Media-Analyse erscheint für Pressemedien und Radio zweimal, für Tageszeitungen und Plakat einmal im Jahr. In Nordrhein-Westfalen wird die ma Radio für Lokalradios durch die E.M.A. NRW erweitert, in Bayern durch die Funk Analyse.
Die erste Leser-Analyse erschien 1954, somit feierte die agma im Jahr 2004 ihr 50-jähriges Jubiläum.

## Weitere Analysendateien
Auf den ermittelten Reichweitenwerten basieren weitere Markt-/Media-Studien von verschiedenen Anbietern, darunter Communication Networks (Focus Magazin Verlag), MarkenProfile (Gruner+Jahr) oder VuMA.
2013 ging aus der Zusammenfassung der Studien Typologie der Wünsche (TdW) und Verbraucher-Analyse (VA) die von der Gesellschaft für integrierte Kommunikationsforschung herausgegebene Studie best for planning (b4p) hervor.